# Saint-Laurent-de-Cuves
Saint-Laurent-de-Cuves település Franciaországban, Manche megyében. Lakosainak száma 499 fő (2022. január 1.). Saint-Laurent-de-Cuves Coulouvray-Boisbenâtre, Brécey, Les Cresnays, Cuves, Les Loges-sur-Brécey, Saint-Martin-le-Bouillant és Saint-Pois községekkel határos.

## Népesség
A település népessége az elmúlt években az alábbi módon változott:
| Lakosok száma | 713  | 527  | 491  | 497  | 489  | 485  | 483  | 481  | 487  | 499  |
|               | 1968 | 1982 | 1990 | 2006 | 2013 | 2015 | 2017 | 2019 | 2020 | 2022 |